# Francs-archers de Laval
Dans la France du XVe siècle, le franc-archer est un roturier dispensé du paiement de la taille en échange de son engagement en tant qu'archer dans l'armée royale quand la situation militaire l'exige.
Les francs-archers de Laval étaient une confrérie associée au Comté de Laval, et à la ville de Laval.

## Application à Laval
« Et desponsèrent beaucoup de bien; Pires qu'Englays et Tartarins Estoient tous iceulx francs-taupins, (1522) ».
L'institution des francs-archers fut abolie par Louis XI en 1481. Louis XI n'avait cependant n'avait pas voulu détourner ses sujets de l'exercice de l'arc et de l'arbalète. Au contraire, en 1467, sachant que les manants et habitants de la ville et comté de Laval faisaient entre eux assaut d'adresse au tir du Papegai, le premier mai de chaque année, et nommaient pour un an rois des archers et des arbalétriers les deux vainqueurs dans cette lutte[pas clair].
Louis XI avait voulu qu'ils continuassent à s'y rendre plus habiles, pour être mieux en état de défendre leur ville et de combattre contre ses ennemis. II avait accordé à ces deux monarques annuels les immunités, dont jouissaient précédemment les francs-archers, et les avait déclarés exempts de tout impôt pendant l'année de leur royauté. 
Les francs-archers seront toutefois rappelés dans les armées par François Ier, en 1523. Charles III de Couesmes reçut mission de les réorganiser dans la région de Laval. Il en coûta beaucoup aux paroisses pour les fournir et les équiper. Encore le résultat ne répondit-il pas à ce qu'on en avait attendu. Ils se livrèrent au brigandage dans la campagne, firent beaucoup de maulx.